# Défi Québec
Défi Québec ou DQ (originellement Défi Vert Québec ou DVQ) était un parti politique municipal de la ville de Québec. Il s'est fusionné au parti Québec autrement en 2012.

## Histoire
À l'origine, le parti portait le nom de Défi Vert de Québec. Les valeurs et principes du parti sont basés sur la Charte des Verts mondiaux, ce qui fait de Défi Québec le premier parti municipal canadien à adhérer à cette charte créée en 2001 à Canberra.
Défi Québec compte actuellement 250 membres et a présenté 19 candidats aux élections municipales de la ville de Québec qui se sont tenues le 1er novembre 2009. De plus, Défi Québec appuyait les candidatures d'Anne Guérette (Ind) et Jérome Vaillancourt (RMQ).

## Résultats aux l'élection de 2009
Le candidat à la mairie Yonnel Bonaventure a obtenu 15555 voix (8.1 %) ce qui l'a placé en 3e position derrière Jeff Fillion et Régis Labeaume. le parti a obtenu son meilleur résultat dans le district de Neufchâtel avec 18,6 % des voix.  

## Revue de presse
- avril 2011 : Le Défi Vert de Québec devient Défi Québec.
- 2 novembre 2009 - On est en construction  - Commentaire de Yonnel Bonaventure à la suite des résultats de l'élection
- 14 juin 2009 Fourbir les armes sur Radio-Canada. Reportage sur les prochaines élections municipales de Québec.
- 14 juin 2009 Reportage TV: Le Renouveau municipal de Québec et le Défi vert tiennent leur congrès cette fin de semaine, rapporte Catherine Lanthier.
- 17 mars 2009 Défi vert de Québec : l’écologie à travers tout le reste sur Québec Hebdo.
- 5 octobre 2007 Le DVQ tiendrait compte des GES dans la mise aux normes des arénas à Québec sur Québec Hebdo.
- 29 mai 2007 Un nouveau parti à Québec sur Radio-Canada.